# Tim Eggar
Timothy John Crommelin Eggar (né le 19 décembre 1951) est un homme d'affaires britannique et ancien homme politique. Il occupe des postes au Conseil d'administration de plusieurs organisations, dont Shiplake College et Cape plc, et est député conservateur d'Enfield North entre 1979 et 1997.

## Jeunesse
Timothy Eggar est le fils de John Eggar et Pamela Crommelin-Brown. Il fait ses études à l'Abberley Hall School et au Winchester College. Il est diplômé du Magdalene College, de Cambridge et du College of Law. Il a deux enfants avec sa femme, Charmian Minoprio, qu'il épouse en 1977.

## Carrière politique
Eggar est élu à la Chambre des communes en 1979 en remportant l'ancien siège travailliste d'Enfield North. En tant que député d'arrière-ban, il siège au Comité du Trésor et de la fonction publique et s'est particulièrement intéressé aux questions énergétiques, économiques, financières et de la fonction publique. Il est l'un des premiers partisans de la privatisation . À partir de 1981, il occupe le poste de secrétaire parlementaire privé au ministère du développement outre-mer avant d'être nommé Sous-secrétaire d'État aux Affaires étrangères en 1985.
Eggar est ministre de l'Emploi de 1989 à 1990 et, à ce titre, il est ministre de la Petite Entreprise. Il fait adopter la loi sur l'emploi de 1990 par le Parlement, ce qui rend effectivement illégaux les Closed shop et l'action secondaire.
En juillet 1990, Eggar est nommé au ministère de l'Éducation et des Sciences. Il est responsable de la loi sur l'enseignement complémentaire et supérieur qui institue le Conseil de financement de l'enseignement complémentaire et retire les établissements d'enseignement complémentaire et de sixième du contrôle des autorités locales de l'enseignement. Il présente également les GNVQ et l'initiative des écoles de technologie en 1991.
Après les élections de 1992, Eggar est nommé ministre de l'Énergie au ministère du Commerce et de l'Industrie. La responsabilité de l'industrie est ajoutée en 1994. Il est notamment responsable de la vente par le gouvernement de British Coal et des centrales nucléaires non magnox. Il introduit la loi sur le gaz qui conduit à la restructuration de British Gas et à l'introduction de la concurrence pour l'approvisionnement en gaz domestique .
En janvier 1996, Eggar annonce qu'il ne se présenterait pas aux prochaines élections car il souhaite poursuivre une carrière dans les affaires. Il démissionne de son poste de ministre en juillet 1996.
En mars 2019, Eggar devient président de la Oil and Gas Authority.

## Carrière dans les Affaires
Après avoir quitté Cambridge en 1973, Eggar devient avocat puis banquier d'investissement spécialisé dans le financement des ressources naturelles.
Après avoir quitté le Parlement, Eggar est président d'Agip UK et de MW Kellogg Limited. En 1998, il est nommé PDG de Monument Oil and Gas jusqu'à son acquisition par Lasmo. De 2000 à 2005, il est vice-président d'ABN AMRO. À partir de 2004, il occupe plusieurs postes non exécutifs, notamment celui de président de Harrison Lovegrove & Co, d'Indago Petroleum et de 3legs Resources, ainsi que d'administrateur non exécutif d' Expro, Anglo Asian Mining . Il est président de la chambre de commerce russo-britannique de 2004 à 2012. Il est président des gouverneurs au Shiplake College , président de Cape plc , président de Mycelx Technologies Corp , président du groupe Haulfryn  et est également membre du conseil consultatif de Braemar Energy Ventures 